# Xã Rosendal, Quận Griggs, Bắc Dakota
Xã Rosendal (tiếng Anh: Rosendal Township) là một xã thuộc quận Griggs, tiểu bang Bắc Dakota, Hoa Kỳ. Năm 2010, dân số của xã này là 35 người.